# Categorieën (Aristoteles)

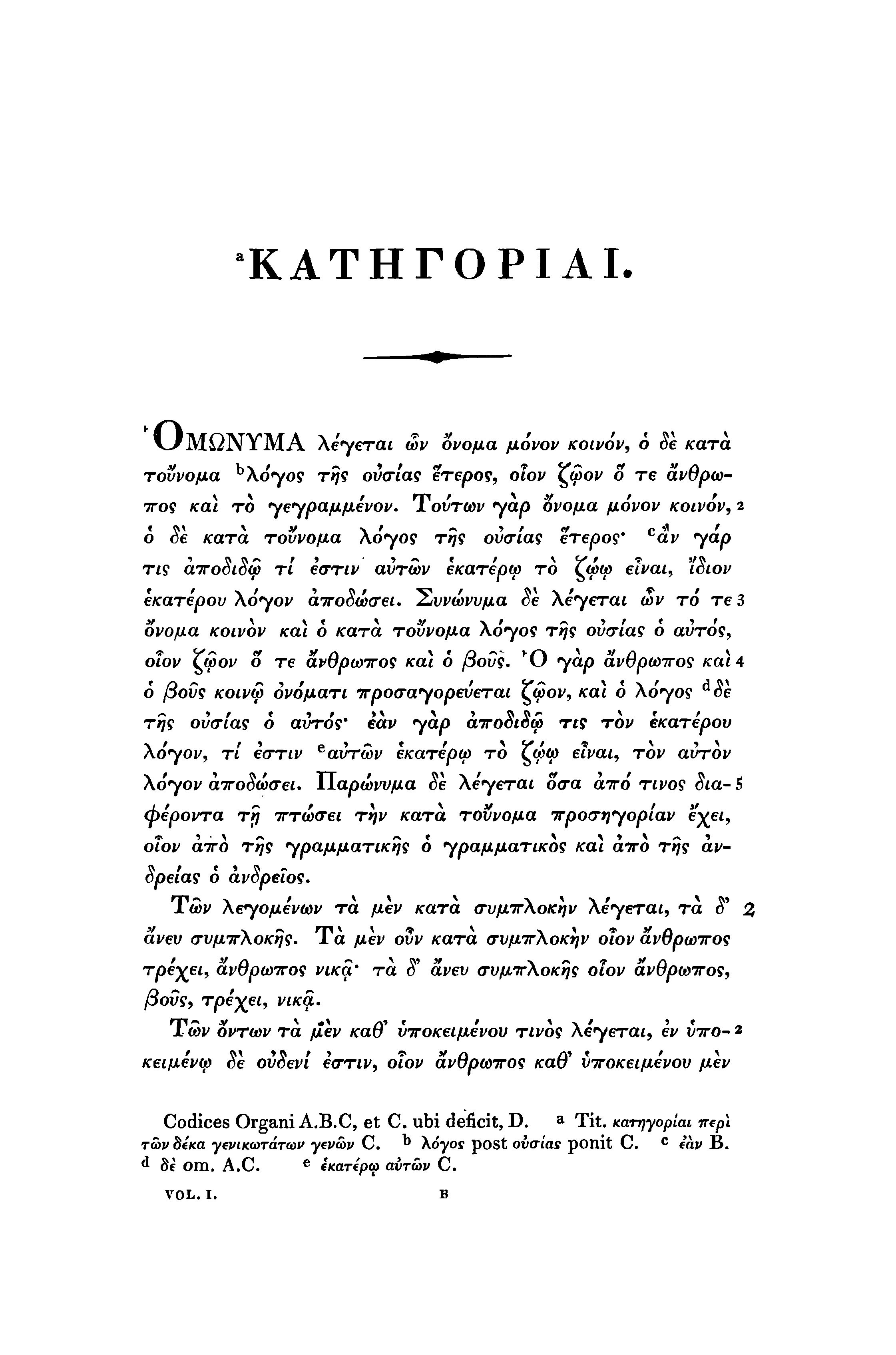
Eerste pagina uit de Categorieën in het Grieks

Categorieën (Oudgrieks: Κατηγορίαι; Latijn: Categoriae) is de eerste tekst uit het Organon van Aristoteles. Deze tekst gaat over de mogelijke grondvormen die het subject en predicaat van een propositie kunnen hebben. Aristoteles noemt deze grondvormen categorieën.
In de tekst onderscheidt Aristoteles tien categorieën:
1. Substantie (oudgr. ousia, lat. substantia) (man, paard)
2. Kwantiteit (oudgr. posón; lat. quantitas) (vier voet, vijf voet)
3. Kwaliteit (oudgr. poion lat. qualitas) (wit, grammaticaal)
4. Relatie (oudgr. prós ti; lat. relatio) (dubbel, half, groter)
5. Waar, plaats (oudgr. pou; lat. ubi) (in het Lyceum, op de marktplaats)
6. Wanneer, tijd (oudgr. pote; lat. quando) (gisteren, vorig jaar)
7. Toestand (oudgr. keîsthai; lat. situs) (liggen, zitten)
8. Hebben (oudgr. échein; lat. habere) (heeft schoenen aan, heeft armband om)
9. Doen (oudgr. poieîn; lat. actio) (knippen, branden)
10. Ondergaan (oudgr. páschein; lat. passio) (geknipt worden, verbrand worden)

Aristoteles zegt hierover (Categorieën, 2a5-7) dat geen van bovenstaande op zichzelf een propositie inhouden, maar dat alleen door een combinatie proposities gemaakt kunnen worden. Zulke proposities kunnen waar of onwaar zijn, maar op zichzelf, zonder combinatie, zijn ze waar noch onwaar (bv. man, wit, rennen, winnen).

### Vertalingen
- Categories, vertaling door E. M. Edghill (in het Engels).
- Categories, vertaling door E. M. Edghill (alternatieve site) (in het Engels).
- Categories, eerste twee pagina's met alinea's 1 t/m 5, vertaald door J. L. Ackrill (in het Engels).